# Стартова катапульта

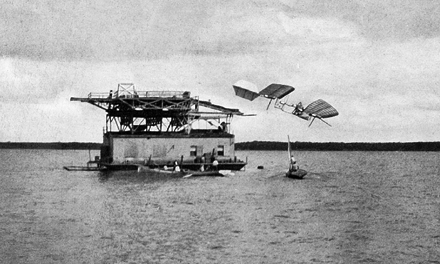
Перша спроба запуску літака Langley Aerodrome за допомогою катапульти з баржі. 7 жовтня 1903

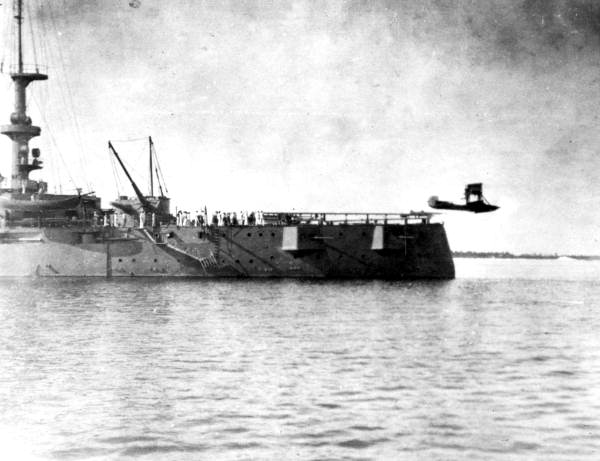
Перший політ літака AB-2 з палуби крейсера «Норт Керолайн». 1915

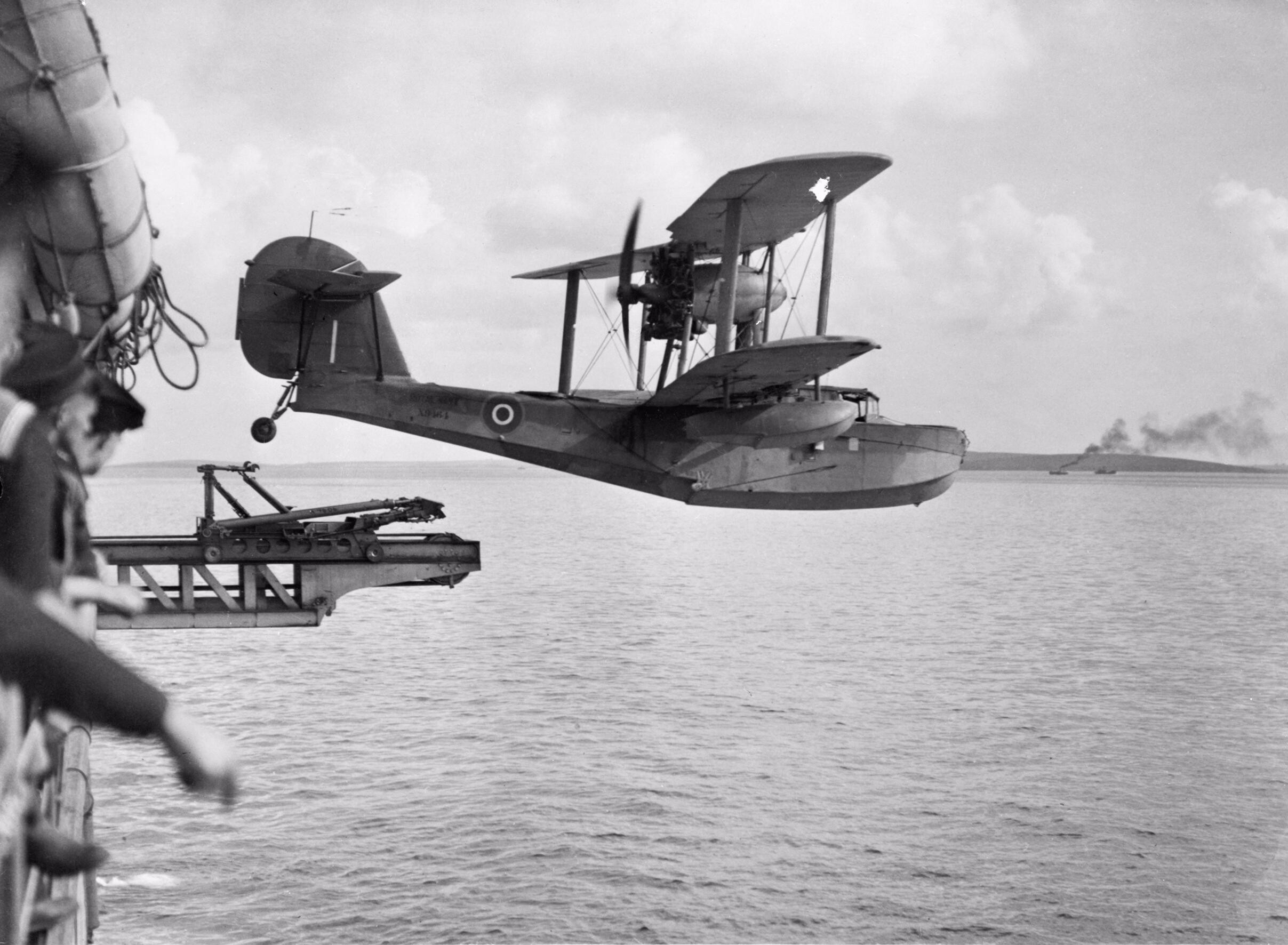
Запуск британського поплавкового біплана-гідролітака «Волрес» за допомогою катапульти з борту легкого крейсера «Бермуда». 1943

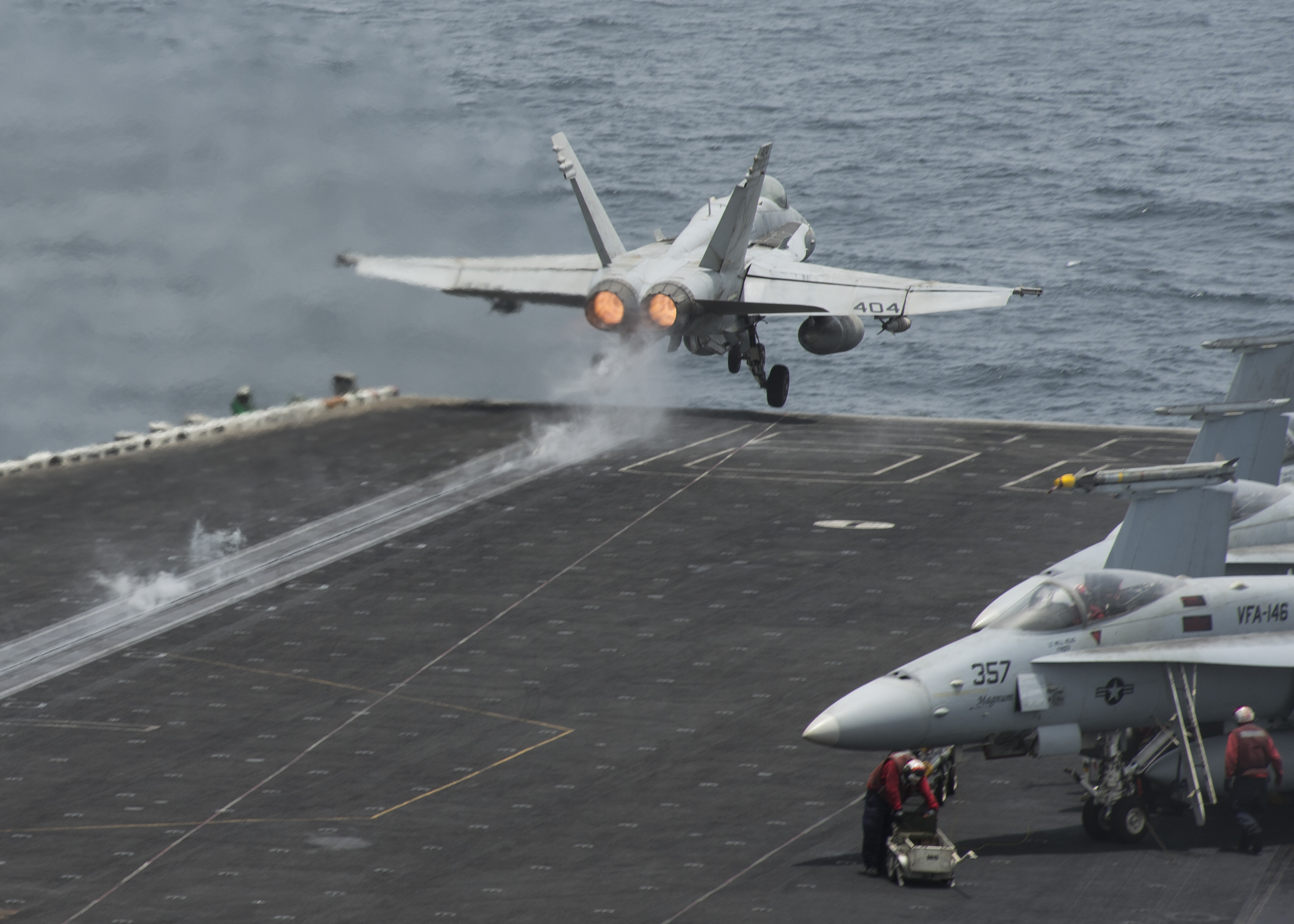
Зліт американського палубного винищувача F/A-18 «Хорнет» за допомогою катапульти з борту авіаносця «Німіц». 13 липня 2013

Стартова катапульта — спеціальне пристосування на борту корабля (судна), невеличкому майданчику для запуску літальних апаратів, яке придає їм додаткове прискорення з метою скорочення дистанції зльоту.

## Історія
7 жовтня 1903 року була здійснена перша спроба використати катапульту для зльоту літака. Інноватором запуску літака в такій спосіб став американський дослідник і один з піонерів авіації секретар Смітсонівського інституту Самуель Ленглі, який намагався запустити свій літак Langley Aerodrome з баржі. Він створив пружинну катапульту, яка забезпечила розгін літака до швидкості 35 км/год, але, тільки-но відірвавшись від катапульти, літак впав у воду.
Брати Райт також використовували катапульту для підйому літака у повітря за відсутності вітру. Для цього використовувалися троси і піднятий на висоту вантаж, який, після падіння тягнув їх і змушував літак рухатися вперед.
31 липня 1912 був здійснений перший у світі успішний зліт, виконаний Теодором Гордоном Еллісоном за допомогою пневматичної катапульти, встановленої на землі. А 12 листопада того ж року був виконаний катапультний зліт з вугільної баржі.
5 листопада американський морський офіцер-авіатор та піонер палубної авіації Генрі Мастін здійснив першу успішну спробу запуску літака AB-2 з палуби панцерного крейсера «Норт Керолайн».
У 1916 році на крейсерах ВМС США «Гантінґтон», «Норт Керолайн» та «Сіетл» були встановлені катапульти, але через те, що вони перекривали сектор стрільби, їх демонтували в 1917 році.
За часів Першої світової війни стартові катапульти практично не були у вжитку, але після її завершення зі стрімким розвитком авіаносців та їхньою зростаючою роллю у світовому морському просторі, роботи над встановленням катапульт розпочались з новою силою. Практично кожна країна встановлювала на бойових кораблях катапульти і гідролітаки, які повинні були вести розвідку і забезпечувати коригування артилерійського вогню. У основному, через певну простоту конструкції, використовувалися порохові катапульти. Разом з цим, на американських авіаносцях («Ленглі» і авіаносцях типу «Лексінгтон»), де вони спочатку були встановлені, після перших спроб їх використовувати від катапульт відмовилися — для зльоту вистачало довжини палуби.
Деякі країни присвятили багато часу на розробку підводних авіаносців, які мали на борту стартові катапульти для запуску невеличких літаків для ведення розвідки та спостереження. Найбільших успіхів у цьому здобули японці, які широко застосовували підводні човни-носії літаків за часів Другої світової війни. Загалом вони виробили 42 підводних човни, спроможних нести на борту літаки.
Крігсмарине під час конструювання свого єдиного авіаносця «Граф Цеппелін» планували встановити пневматичну катапульту, але корабель так і не був введений до строю й проект залишився нереалізованим.
8 березня 1918 року британці запустили перший літак за допомогою катапульти з борту лінійного крейсера «Австралія». В подальшому на багатьох кораблях Королівського флоту встановлювались катапульти і від одного до 4 літаків. Лінійні кораблі чи лінійні крейсери, як-то «Принц Вельський» мали 4 літальних апарати, «Родні» ніс два, кораблі менших класів, на зразок «Ліндера» мали по одному літаку палубного базування. Такими типовими літаками були «Сіфокс» або «Волрес». Лінійний корабель «Нельсон» не мав інстальованої катапульти, запуск літака здійснювався з води, куди його перевантажував бортовий піднімальний кран.
Водночас, Королівський флот Великої Британії використовував для захисту транспортних конвоїв звичайні винищувачі наземного базування, які повинні були злітати з них за допомогою катапульти, без можливості посадки на корабель — льотчик або міг приводнити літак або здійснити посадку на сухопутний аеродром.

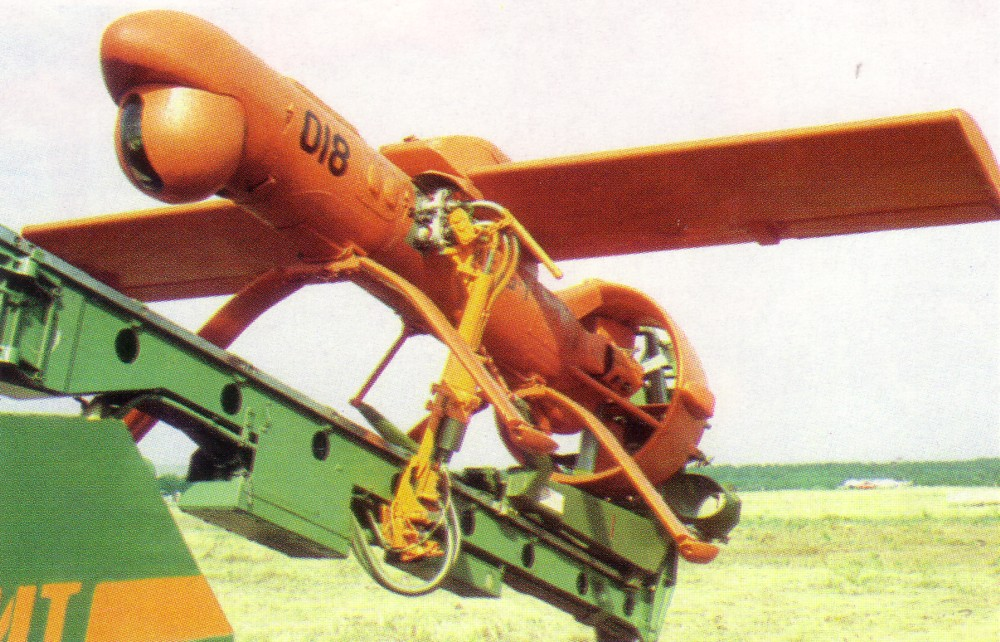
Комплекс «Строй-П» з дистанційно-керованим літальним апаратом типу «Пчела»

Протягом Другої світової війни, інших збройних конфліктів та війн, авіаносці широко застосовували парові катапульти для запуску літальних апаратів палубного базування. Парові катапульти використовуються і в XXI столітті, але на найсучасніших авіаносцях ВМС США типу «Джеральд Форд» використовується електромагнітна катапульта з огляду на її значну перспективність подальшої експлуатації.
Сучасна парова катапульта за 2,5 с на ділянці в 100 м розганяє 35-тонний літак до швидкості 250 км/год. За допомогою чотирьох катапульт, радіоелектронного обладнання та добре навчених фахівців авіаносець у світлий час доби може запускати два і приймати один літак кожні 37 секунд.